# عقوبة الإعدام في نيوزيلندا

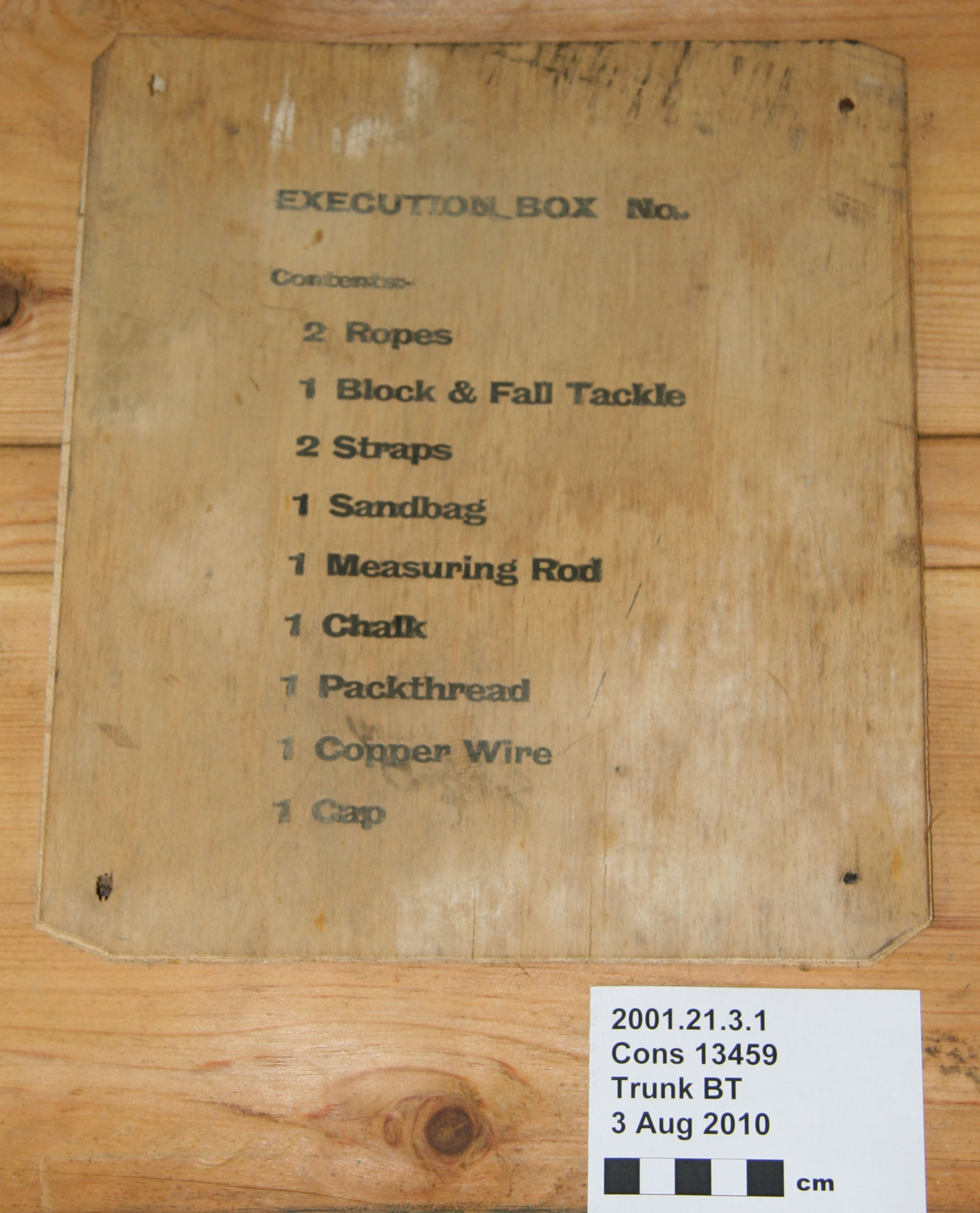
صندوق إعدام

ظهرت عقوبة الإعدام في نيوزيلندا وبدأ تنفيذها وفقًا لأمر قانوني لأول مرة عندما أصبحت نيوزيلندا مستعمرة بريطانية عام 1840. نُفّذ أول إعدام مع شنق علني في شارع فيكتوريا، أوكلاند عام 1842، بينما نُفّذ آخر إعدام عام 1957 في سجن ماونت إيدن، أيضًا في أوكلاند، أُعدم ما مجموعه نحو 85 شخصًا في نيوزيلندا.

## الطريقة
كانت طريقة الإعدام دائمًا بالشنق. بدايةً، كان هناك العديد من مواقع الإعدام المحتملة في جميع أنحاء البلاد، ولكن لاحقًا، نُفّذت عمليات الشنق فقط في ويلينغتون (العاصمة) وأوكلاند (أكبر مدينة الآن).
في البداية، لم يكن هناك جلاد محترف - وكان يجري الاختيار من بين أي شخص يعتبر مؤهلًا. أحيانًا، يُوظّف بعض المجرمين المدانين مقابل أحكام مخففة أو مكافأة مالية. في عام 1877، أوصى والي بلينهايم بتوظيف جلاد محترف، وهو توم لونغ، رجل إيرلندي ادعى أنه كان جلادًا في أستراليا، عُيّن كأول جلاد رسمي، وكان الوحيد الذي عُرف علنًا؛ بينما بقي الآخرون مجهولين.

## الإعدامات في الأماكن العامة
نُفِّذت عمليات الإعدام الثمانية الأولى علنًا، من عام 1842 إلى عام 1858؛ خمسة منها خارج بوابة أوكلاند على زاوية شارع كوين وفيكتوريا ستريت ويست في وسط أوكلاند؛ واحدة في موكب الملك إدوارد على الواجهة البحرية في ديفونبورت؛ واثنان خارج جبل كوك في ويلينغتون، وهو اليوم موقع مبنى متحف دومينيون النيوزيلندي والنصب التذكاري للحرب الوطنية في بوك آهو.
في أول إعدام، 7 مارس 1842، تجمع نحو ألف شخص عند زاوية شارع كوين وفيكتوريا ستريت ويست، الذي أصبح الآن مركز أوكلاند سي بي دي، ليشهدوا شنق ويريمو كونغي ماكيتو. كان قد أدين بقتل خمسة أشخاص في جزيرة موتواروهيا، في خليج الجزر. القتلى هم توماس بول، موظفة من قبل إليزابيث روبرتون التي قُتلت مع ابنها البالغ من العمر ثماني سنوات وابنتها، وفتاة تبلغ من العمر ثلاثة أعوام تدعى إيزابيلا بريند، وهي ابنة الكابتن بريند، وأيضًا ابنة ريوا رئيس تلك المنطقة.
كان الإعدام الثاني في نيوزيلندا هو الشنق العلني لجوزيف بيرنز في 17 يونيو 1848. في يوم إعدامه، عُرض في شارع كوين في أوكلاند، جالسًا في تابوت، ثم نُقل بالقارب عبر ميناء ويتيماتا إلى واجهة ديفونبورت البحرية، وهناك شُنق في موكب الملك إدوارد، بالقرب من مسرح جرائمه، كان بيرنز أول مستوطن أوروبي يُعدم في نيوزيلندا.
نُفّذ الإعدام الثالث في نيوزيلندا والأول في ويلينغتون بتاريخ 19 أبريل 1849. شُنق مارورو من كاهونغونو خارج جبل كوك أمام حوالي 500 شخص، بعد إدانته بقتل جون برانكس وأطفاله الثلاثة.
حدث الإعدام الرابع في نفس الموقع في ويلينغتون، 17 يونيو 1850، أمام حشد مماثل لسابقه، إذ شُنق ويليام غود بتهمة قتل جون إليس.
الإعدام الخامس كان للمجرم الأسترالي الهارب، ويليام بودين، في 27 أبريل 1852. وقد عُلّق على منصة الإعدام التي أقيمت خارج بوابة أوكلاند، على زاوية شارع كوين وفيكتوريا ستريت، أمام حوالي 300 شخص.
الإعدام السادس في نيوزيلندا، كان إعدام تشارلز مارسدن في 12 فبراير 1856، الذي استغرق نحو 14 دقيقة، مع اتهامات بأن إعدامه كان غير متقن.
نُفّذ الإعدام السابع في أوكلاند عند شروق الشمس في 11 يوليو 1856 مع شنق جون وايت علنًا. في إشارة إلى تغيير المواقف تجاه مشهد الإعدامات العلنية، أمر المشرف بإقامة منصة الإعدام بعد حلول الظلام في الليلة السابقة، وأن يُثبت الجزء الأمامي أسفل المنصة جزئيًا. لم يشهد الحدث أكثر من عشرين إلى ثلاثين شخصًا في زاوية شارع كوين ستريت وفيكتوريا ستريت ويست.